# Otto Smik
Otto Smik (20. ledna 1922, Bordžomi, Gruzínská SSR – 28. listopadu 1944 nedaleko Zwolle, Nizozemsko) byl československý stíhací pilot slovensko-židovského původu. Působil ve službách britské RAF a je pokládán za letecké eso.

## Život
Otto Smik se narodil v lázeňském městě Bordžomi (Gruzínská sovětská socialistická republika, pozdější Sovětský svaz), kde také prožil prvních dvanáct let života. Jeho otec Rudolf, pocházející z Tisovce, tam byl v zajetí během první světové války. Po válce se zde oženil s gruzínskou Židovkou. Návrat na rodné Slovensko s celou rodinou mu byl umožněn až v roce 1934.
Otto už od dětství projevoval zájem o létání. V roce 1937, jako student obchodní školy, nastoupil na plachtařský kurs Masarykovy letecké ligy v Bratislavě, zde absolvoval první krátké lety v nízkých výškách. V létě roku 1939 začal létat na Straníku u Žiliny, kde kurs pravděpodobně i úspěšně dokončil.
I přes ekonomické vzdělání přijal původně místo na letišti ve Vajnorech. Po rozpadu Československa a vypuknutí druhé světové války se rozhodl připojit k zahraničnímu odboji.
18. března 1940, krátce po vzniku Slovenského státu, Otto Smik ilegálně odešel ze Slovenska ve věku 18 let. Přes Jugoslávii (kde byl vězněn), Řecko, Turecko a Írán se dostal do Francie. Zde měl projít leteckým výcvikem v československé letecké skupině. Francie však v bleskové válce padla a Otto Smik odplul 24. června 1940 do Anglie.
Stal se jedním z přibližně 250 Slováků, kteří po roce 1939 vstoupili do služeb RAF. Svoji zdejší kariéru započal jako důstojnický sluha. Základní letecký výcvik zahájil až v září 1941. Pokračovací výcvik začal v lednu 1942 v Kanadě, kde získal výborná hodnocení. 5. ledna 1943 byl zařazen k operační peruti (312. československá stíhací peruť RAF). V československých perutích měl problémy se svými hodnostmi (měl anglickou důstojnickou, ale v československé armádě měl jen hodnost desátníka). Na vlastní žádost byl převelen k anglické peruti.
V 122. stíhací peruti létal na tehdy nejnovější verzi Supermarine Spitfire – F. Mk. IX. Hlavním úkolem perutě byl doprovod bombardérů nad cíle v severní Francii, Belgii a Holandsku. První vzdušné vítězství zaznamenal 13. března 1943. V souboji s Messerschmitty Bf 109G a Focke-Wulfy Fw 190 sestřelil jeden Bf 109G. Nejdříve byl sestřel zaznamenán jako pravděpodobný, ale později byl potvrzen.
Později sloužil v 222. stíhací peruti. Zde také 18. října 1943 dolétal svůj první letecký „turnus“, po kterém nastoupil na dovolenou. V roce 1943 získal 7 a 1/2 potvrzených vzdušných vítězství, čímž se stal nejúspěšnějším československým stíhačem v tomto roce. 20. října 1943 mu britské velení udělilo vysoké vyznamenání – Záslužný letecký kříž (Distinguished Flying Cross). K 28. října 1943 byl povýšen do československé hodnosti podporučíka letectva v záloze.
Do začátku druhého operačního turnusu v březnu 1944 působil jako střelecký instruktor. 15. března 1944 nastoupil na druhý turnus v 310. čs. stíhací peruti, která se v té době připravovala na vylodění v Normandii. Od 6. června 1944 se stala hlavním úkolem perutě ochrana invazních pláží a útoky na německou dopravu v Normandii.

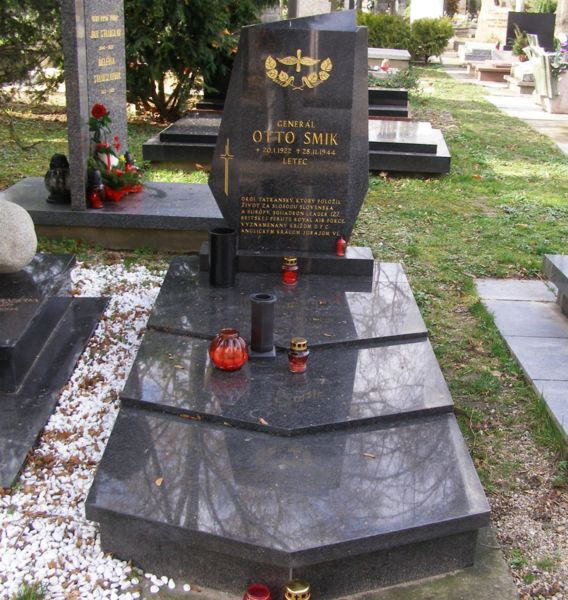
Hrob Otto Smika v Slávičom údolí

Peruť jako součást 134. wingu byla 3. července 1944 vyčleněna na obranu Británie, kterou v této době začaly trápit střely V-1. Největších úspěchů proti V-1 dosáhl právě on sám. Dne 8. července 1944 zničil během 32 minut tři V-1 a dostalo se mu uznání i v britském tisku.
11. července 1943 stal velitelem letky „B“ 312. (československé) peruti RAF a současně byl povýšen do hodnosti Royal Air Force Flight Lieutenant.
3. září doprovázely 310. a 312. peruť bombardéry Halifax při náletu na letiště v Soesterbergu. Na cestě zpět zaútočil se svým rojem na letiště Gilze-Rijen. Jemu samotnému se podařilo na zemi zničit dva bombardéry Junkers Ju 88. Jeho Spitfire byl však sestřelen protiletadlovou obranou. Přežil nouzové přistání a díky příslušníkům holandského odboje se mu podařilo několik týdnů skrývat před Němci v různých vesnicích a ve městě Breda. Ještě v září se dostal zpět do Anglie.
V listopadu 1944 se stal velitelem 127. stíhací perutě, opět anglické. Peruť se podílela na letecké podpoře britských jednotek, doprovodech bombardérů a podnikala útoky na německou dopravu. Útoky na pozemní cíle byly kvůli silné protiletecké ochraně obzvlášť nebezpečné a 28. listopadu 1944 při útoku na železniční stanici v Zwolle protiletecká obrana (flak) jeho letadlo těžce poškodila. Při pokusu o přistání havaroval a byl na místě mrtev. Zahynul ve věku 22 let. Během své služby zaznamenal 9 sestřelů, další 2 ve spolupráci a 1 letadlo pravděpodobně. Sestřelil také 3 střely V-1.
Jeho tělo bylo identifikováno až v roce 1963. Následně bylo převezeno do belgického Evére a později do Gentu, kde bylo pochováno na vojenském hřbitově. V roce 1994 byly jeho pozůstatky znovu exhumovány a slavnostně s poctami pochovány na bratislavském hřbitově Slávičie údolie. Převoz těla byl zaznamenán v dokumentárním filmu Stratený syn Slovenska scenáristy Drahoslava Machaly a režiséra Fedora Bartka.
Po válce byl in memoriam povýšen nejprve na poručíka letectva v záloze (1946), následně na nadporučíka (1947) a poté na plukovníka (1991), a posléze na generálmajora letectva Armády SR (1994).

## Pamětní místa a jiné památky
Pamětní deska s bustou na domě v ulici Ľudmily Podjavorinské v Bratislavě kde bydlel před svým odchodem do exilu, a pamětní deska u farmy Bloksteeg v Ittersumu u Zwolle kde zahynul.
Jeho jméno připomínají také Smikovy ulice v Praze 14 a Bratislavě, jakož i Otto Smikstraat ve Zwolle, a nese jej i letecká základna Sliač a na ní sídlící taktické křídlo slovenských Vzdušných sil.